# Lijst van voetbalclubs - T
Dit is een lijst van voetbalclubs met als beginletter een T.
- Tafea FC
- Takdier Boys
- Tamanuku
- JK Tammeka Tartu
- Tampines Rovers FC
- Tampa Bay Mutiny
- Tampere United
- FC Tatabánya
- Tatran Prešov
- TB Tvøroyri
- Team Wellington
- AS Tefana
- Telstar
- CD Tenerife
- Terrassa FC
- Thames Ironworks FC
- FC Thun
- Tianjin Teda
- Tigers FC
- Tilsiter SC
- Tipografía Nacional
- KF Tirana
- Tivoli Gardens FC
- FC Tofaga
- B68 Toftir
- KSK Tongeren
- TOP Oss
- Torhout 1992 KM
- Torino FC
- Torpedo Moskou
- Toronto FC
- B36 Tórshavn
- HB Tórshavn
- Tottenham Hotspur
- Toulouse FC
- RFC Tournai
- RRC Tournai
- JK Trans Narva
- Transport United
- SV Transvaal
- Tre Fiori
- Tre Penne
- Trelleborgs FF
- Treviso FBC
- FC Triesen
- FC Triesenberg
- Tromsø IL
- Troyes AC
- Tubantia Borgerhout
- AFC Tubize
- FC Tuggen
- Tuilla
- JK Tulevik Viljandi
- Tupilak-41
- Tupuji Imere
- KV Turnhout
- TVMK
- FC Twente

A · B · C · D · E · F · G · H · I · J · K · L · M · N · O · P · Q · R · S · T · U · V · W · X · Y · Z